# نوكيا 1
هاتف نوكيا 1 هو هاتف ذكي من صنع شركة نوكيا المملوكة لشركة إتش إم دي العالمية تم الإعلان عن الهاتف في فبراير 2018 وتم إطلاقه رسمياً في أبريل من نفس العام، يأتي الهاتف بشاشة لمس 4. 5 بوصة بدقة 480x854 بكسل وذاكرة عشوائية بحجم 1 جيجابايت وتخزين 8 جيجابايت يمكن توسيعها عن طريق ذاكرة خارجية حتى 128 جيجابايت.

## اقرأ أيضًا
- نوكيا 2
- نوكيا 3
- نوكيا 5
- نوكيا 6
- نوكيا 7
- نوكيا 8